# Traversetolo
Traversetolo – miejscowość i gmina we Włoszech, w regionie Emilia-Romania, w prowincji Parma.
Według danych na rok 2004 gminę zamieszkiwały 7702 osoby, 142,6 os./km².